# Il maniscalco maldestro (album)
Il maniscalco maldestro è il primo album dell'omonimo gruppo musicale alternative rock italiano, pubblicato nel 2005.

## Tracce
1. Miscuote... mincanta
2. Carta-stagna
3. Metamorfosi plausibile
4. Ego
5. L'età del bisturi
6. Fase 5: metabolismo
7. Anima dolosa
8. Geometria affabile
9. Giro immobile
10. 8 di mattina
11. Distanze
12. Silenzio di cartapesta